# إزيو سيلا
إزيو سيلا (بالإيطالية: Ezio Sella)‏ هو مدرب كرة قدم ولاعب كرة قدم إيطالي في مركز الهجوم، ولد في 11 أبريل 1956 في روما في إيطاليا. لعب مع فيتربيسي 1908 وفيورنتينا ونادي أريتسو ونادي أنكونا ونادي بريشيا ونادي بولونيا ونادي روما ونادي سامبدوريا وهيلاس فيرونا.